# Aeropuerto Internacional de Pekín-Capital
El Aeropuerto Internacional de Pekín-Capital (en chino tradicional, 北京首都國際機場; en chino simplificado, 北京首都国际机场; pinyin, Běijīng Shǒudū Guójì Jīchǎng) (IATA: PEK, OACI: ZBAA) es el principal aeropuerto internacional de la ciudad de Pekín, la capital de la República Popular China. El código IATA del aeropuerto es PEK, que refleja la romanización tradicional de la ciudad: Pekín. El código BJS es también de uso frecuente, como consecuencia de la actual transcripción pinyin de la capital china, Beijing. Incluyendo todos los aeropuertos de la zona metropolitana de Pekín, actualmente Capital Beijing (PEK) es el único aeropuerto de aviación civil que corresponde a BJS.
El aeropuerto es la base central de Air China. Tras su ampliación que fue concluida el 29 de febrero de 2008, se ha convertido en el mayor aeropuerto del mundo debido al incremento de su tráfico aéreo provocado por la cita olímpica que organizó China ese mismo año. Es el tercer aeropuerto con mayor tráfico en el mundo por detrás del Aeropuerto de Londres-Heathrow y el Aeropuerto Internacional Hartsfield-Jackson.

## Historia
El Aeropuerto Internacional de Pekín fue inaugurado el 21 de marzo de 1958, y fue el primer aeropuerto de la República Popular China. Consistía en un pequeño edificio terminal, que sigue en pie hasta el día de hoy, al parecer para el uso de personalidades y vuelos chárter. El 1 de enero de 1980 fue inaugurado un edificio de color verde más grande y moderno, con muelles para 10 o 12 aviones. La terminal fue una de las mayores de la década de 1950, pero a mediados de 1990 fue superado por el aumento de pasajeros y se puso a prueba su capacidad. La terminal fue cerrada tras la apertura de una segunda terminal para su renovación. El 20 de septiembre de 2004 se reinauguró y era utilizado exclusivamente por China Southern Airlines.
Para conmemorar el 50.º aniversario de la fundación de la República Popular China a finales de 1999, el aeropuerto fue ampliado de nuevo. Esta nueva terminal inaugurada el 1 de noviembre fue nombrada Terminal 2. El 20 de septiembre de 2004, fue abierta la nueva Terminal 1 (que fue la terminal exclusiva de China Southern Airlines hasta 1999) a vuelos nacionales e internacionales de Pekín. Otras compañías aéreas de vuelos nacionales e internacionales todavía operan en la Terminal 2.
La más ambiciosa expansión del aeropuerto de Pekín se inauguró el 29 de febrero de 2008 con motivo de los Juegos Olímpicos de Verano de 2008 en la ciudad. El diseño de esta estuvo a cargo del arquitecto inglés Norman Foster y su equipo de trabajo.

## Ampliación
La obra de ampliación del Aeropuerto Internacional de Pekín, diseñada por el estudio de arquitectura del célebre Norman Foster, fue inaugurada el día 29 de febrero de 2008.
Gracias a esta ampliación, el Aeropuerto Internacional de Pekín se ha convertido en el mayor aeropuerto del mundo, con casi 1 000 000 de metros cuadrados, y la posibilidad de tránsito de 76 millones de pasajeros, con el objetivo claro de acoger el flujo de visitantes durante los Juegos Olímpicos de 2008, que se disputaron en dicha ciudad. Su diseño, que mezcla las influencias que está sufriendo China, hace presente lo tradicional con las más modernas tecnologías. Se asemeja a una torre Eiffel tumbada que cuenta con techos transparentes de colores rojo y amarillo (bandera de China). 
En un principio, se estimó que este proyecto finalizaría en 2007, cifrándose aproximadamente en 2300 millones de dólares. Sin embargo, fue inaugurado a las 08:50 AM, hora local, del día 29 de febrero de 2008, con un coste de 3650 millones. Sumándose a esto, están los más de 4 años invertidos a toda prisa para llegar con anterioridad a las Olimpiadas que pueden hacer cambiar la vista que el mundo tiene sobre el país asiático.

## Aerolíneas y destinos

Mapa del Metro de Pekín

### Destinos nacionales
| Aerolíneas                                             | Destinos |
| ------------------------------------------------------ | --- |
| Air China                                              | Aksu, Baotou, Bayannur, Beihai, Changchung, Changsha, Changzhou, Chaoyang, Chengdú, Chifeng, Chongqing, Dalian, Dandong, Daqing, Datong, Dazhou, Fuyang, Fuyuan, Fuzhou, Ganzhou, Guangyuan, Guangzhou, Guilin, Guiyang, Haikou, Hailar, Hami, Hangzhou, Harbin, Hefei, Hohhot, Hotan, Ji'an, Jiamusi, Jieyang, Jingdezhen, Jiuzhaigou, Karamay, Kasgar, Korla, Kunming, Lanzhou, Lhasa, Lijiang, Liuzhou, Mianyang, Mudanjiang, Nanchang, Nankín, Nanning, Nantong, Ningbo, Ordos, Qingdao, Qiqihar, Sanya, Shanghái-Hongqiao, Shanghái-Pudong, Shenyang, Shenzhen, Taiyuan, Taizhou, Tonghua, Tongliao, Ulan Hot, Urumqi, Weihai, Wenzhou, Wuhai, Wuhan, Wuxi, Xi'an, Xiamen, Xiangyang, Xilinhot, Xining, Xuzhou, Yancheng, Yangzhou, Yantai, Yanji, Yibin, Yichang, Yinchuan, Yining, Yiwu, Yuncheng, Zhangjiajie, Zhanjiang, Zhengzhou, Zhuhai, Zunyi Estacional: Nyingchi |
| Air China operado por Dalian Airlines                  | Dalian |
| Beijing Capital Airlines                               | Eren Hot , Haikou, Hohhot, Jixi, Lanzhou, Lijiang, Sanya, Shenyang, Urumqi, Xiamen, Yichang |
| China Eastern Airlines                                 | Changchung, Changzhou, Chifeng, Dali, Dalian, Daqing, Dongying, Dunhuang, Enshi, Guangzhou, Hangzhou, Hanzhong , Harbin, Hefei, Huai'an, Jiagedaqi, Jiayuguan, Jinghong, Jining, Kunming, Lanzhou, Lhasa, Lianyungang, Linyi, Luoyang, Lüliang, Luzhou, Mangshi, Nanchang, Nankín, Ningbo, Pu'er, Qianjiang, Qingdao, Shanghái-Hongqiao, Shanghái-Pudong, Taiyuan, Tengchong, Tongliao, Wenshan, Wenzhou, Wuhan, Wuxi, Xi'an, Xining, Yantai, Yinchuan |
| China Southern Airlines                                | Anshan, Baishan, Beihai, Changchung, Changde, Changsha, Changzhi, Chengdú, Chongqing, Dalian, Daqing, Ganzhou, Guangzhou, Guilin, Guiyang, Haikou, Hangzhou, Harbin, Heihe, Huaihua, Korla, Kunming, Mohe, Nanchong, Nanyang, Sanya, Shanghái-Hongqiao, Shantou, Shenyang, Shenzhen, Tongren, Urumqi, Wuhan, Xi'an, Xining, Yanji, Yichun, Yinchuan, Yining, Yiwu, Zhangjiajie, Zhengzhou, Zhuhai, Zunyi |
| China Southern Airlines operado por Chongqing Airlines | Chongqing, Diqing |
| Grand China Air                                        | Guilin, Haliar, Harbin, Nanchang, Yinchuan |
| Hainan Airlines                                        | Baotou, Changchung, Changsha, Changzhi, Chengdú, Chongqing, Dalian, Dongying, Fuzhou, Guangzhou, Guiyang, Haikou, Hangzhou, Hohhot, Jiamusi, Kunming, Lanzhou, Manzhouli, Mudanjiang, Nanning, Ningbo, Qiqihar, Sanya, Shanghái-Hongqiao, Shanghái-Pudong, Shenzhen, Urumqi, Weifang, Wenzhou, Wuhai, Wuhan, Xiamen, Xi'an, Yan'an, Yichang, Yulin |
| Juneyao Airlines                                       | Shanghái-Hongqiao |
| Loong Air                                              | Hangzhou |
| Lucky Air                                              | Kunming, Mangshi |
| Qingdao Airlines                                       | Qingdao |
| Shandong Airlines                                      | Jinan, Jiujiang, Qingdao, Weihai, Xiamen, Yantai, Yinchuan |
| Shanghai Airlines                                      | Chongqing, Hangzhou, Shanghái-Hongqiao |
| Shenzhen Airlines                                      | Nanning, Quanzhou, Shenzhen, Wuxi, Yichun, |
| Sichuan Airlines                                       | Chengdú, Chongqing, Haikou, Kunming, Panzhihua, Wanzhou, Xichang, Zhongwei |
| Spring Airlines                                        | Shanghái-Hongqiao |
| Tianjin Airlines                                       | Haikou, Kaili |
| Tibet Airlines                                         | Lhasa |
| Xiamen Airlines                                        | Changsha, Fuzhou, Hailar, Hangzhou, Qingdao, Quanzhou, Shanghái-Hongqiao, Wuyishan, Xiamen, Zhoushan |

### Destinos internacionales
| Ciudades por país      | Nombre del aeropuerto                                    | Aerolíneas                                                        |        |        |        |
| África                 | África                                                   | África                                                            | África | África | África |
| ---------------------- | -------------------------------------------------------- | ----------------------------------------------------------------- | ------ | ------ | ------ |
| Argelia                |                                                          |                                                                   |        |        |        |
| Argel                  | Aeropuerto Internacional Houari Boumedienne              | Air Algérie                                                       |        |        |        |
| Egipto                 |                                                          |                                                                   |        |        |        |
| El Cairo               | Aeropuerto Internacional de El Cairo                     | Egyptair                                                          |        |        |        |
| Etiopía                |                                                          |                                                                   |        |        |        |
| Adís Abeba             | Aeropuerto Internacional Bole                            | Ethiopian                                                         |        |        |        |
| Sudáfrica              |                                                          |                                                                   |        |        |        |
| Johannesburgo          | Aeropuerto Internacional de Johannesburgo                | Air China                                                         |        |        |        |
| Norteamérica           |                                                          |                                                                   |        |        |        |
| Canadá                 |                                                          |                                                                   |        |        |        |
| Vancouver              | Aeropuerto Internacional de Vancouver                    | Air China                                                         |        |        |        |
| Estados Unidos         |                                                          |                                                                   |        |        |        |
| Boston                 | Aeropuerto Internacional Logan                           | Hainan Airlines                                                   |        |        |        |
| Los Ángeles            | Aeropuerto Internacional de Los Ángeles                  | Air China                                                         |        |        |        |
| Nueva York             | Aeropuerto Internacional John F. Kennedy                 | Air China                                                         |        |        |        |
| San Francisco          | Aeropuerto Internacional de San Francisco                | Air China / United Airlines                                       |        |        |        |
| Seattle                | Aeropuerto Internacional de Seattle-Tacoma               | Hainan Airlines                                                   |        |        |        |
| Washington D. C.       | Aeropuerto Internacional de Washington-Dulles            | Air China                                                         |        |        |        |
| México                 |                                                          |                                                                   |        |        |        |
| Ciudad de México       | Aeropuerto Internacional de la Ciudad de México          | Hainan Airlines (Via TIJ)                                         |        |        |        |
| Tijuana                | Aeropuerto Internacional de Tijuana                      | Hainan Airlines                                                   |        |        |        |
| El Caribe              |                                                          |                                                                   |        |        |        |
| Cuba                   |                                                          |                                                                   |        |        |        |
| La Habana              | Aeropuerto Internacional José Martí                      | Air China (Vía MAD)                                               |        |        |        |
| Sudamérica             |                                                          |                                                                   |        |        |        |
| Brasil                 |                                                          |                                                                   |        |        |        |
| Sao Paulo              | Aeropuerto Internacional de São Paulo-Guarulhos          | Air China (Vía MAD)                                               |        |        |        |
| Asia                   |                                                          |                                                                   |        |        |        |
| Azerbaiyán             |                                                          |                                                                   |        |        |        |
| Bakú                   | Aeropuerto Internacional Heydar Aliyev                   | Azerbaijan Airlines                                               |        |        |        |
| Bangladés              |                                                          |                                                                   |        |        |        |
| Daca                   | Aeropuerto Internacional de Daca-Hazrat Shahjalal        | Air China                                                         |        |        |        |
| Birmania               |                                                          |                                                                   |        |        |        |
| Rangún                 | Aeropuerto Internacional de Rangún                       | Air China                                                         |        |        |        |
| Corea del Norte        |                                                          |                                                                   |        |        |        |
| Pionyang               | Aeropuerto Internacional de Sunan                        | Air Koryo                                                         |        |        |        |
| Corea del Sur          |                                                          |                                                                   |        |        |        |
| Busan                  | Aeropuerto Internacional de Gimhae                       | Air China / Korean Air                                            |        |        |        |
| Ciudad de Jeju         | Aeropuerto Internacional de Jeju                         | Air China / Jeju Air / Korean Air                                 |        |        |        |
| Seúl                   | Aeropuerto Internacional de Gimpo                        | Air China / Asiana Airlines / Korean Air                          |        |        |        |
| Seúl                   | Aeropuerto Internacional de Incheon                      | Air China / Asiana Airlines / Korean Air                          |        |        |        |
| Emiratos Árabes Unidos |                                                          |                                                                   |        |        |        |
| Dubái                  | Aeropuerto Internacional de Dubái                        | Air China / Emirates                                              |        |        |        |
| Filipinas              |                                                          |                                                                   |        |        |        |
| Manila                 | Aeropuerto Internacional Ninoy Aquino                    | Air China / Philippine Airlines                                   |        |        |        |
| Hong Kong              |                                                          |                                                                   |        |        |        |
| Hong Kong              | Aeropuerto Internacional de Hong Kong                    | Air China / Cathay Pacific / Hong Kong Airlines                   |        |        |        |
| Indonesia              |                                                          |                                                                   |        |        |        |
| Yakarta                | Aeropuerto Internacional Soekarno-Hatta                  | Air China                                                         |        |        |        |
| Irán                   |                                                          |                                                                   |        |        |        |
| Teherán                | Aeropuerto Internacional Imán Jomeini                    | Mahan Air                                                         |        |        |        |
| Israel                 |                                                          |                                                                   |        |        |        |
| Tel Aviv               | Aeropuerto Internacional Ben Gurión                      | Hainan Airlines (suspendido)                                      |        |        |        |
| Japón                  |                                                          |                                                                   |        |        |        |
| Fukuoka                | Aeropuerto de Fukuoka                                    | Air China                                                         |        |        |        |
| Hiroshima              | Aeropuerto de Hiroshima                                  | Air China                                                         |        |        |        |
| Nagoya                 | Aeropuerto Internacional Chūbu Centrair                  | Air China                                                         |        |        |        |
| Naha                   | Aeropuerto de Naha                                       | Air China                                                         |        |        |        |
| Osaka                  | Aeropuerto Internacional de Kansai                       | Air China / All Nippon Airways / Hainan Airlines                  |        |        |        |
| Sapporo                | Nuevo Aeropuerto de Chitose                              | Air China                                                         |        |        |        |
| Sendai                 | Aeropuerto de Sendai                                     | Air China                                                         |        |        |        |
| Tokio                  | Aeropuerto Internacional de Haneda                       | Air China / All Nippon Airways / Hainan Airlines / Japan Airlines |        |        |        |
| Tokio                  | Aeropuerto Internacional de Narita                       | Air China / Hainan Airlines                                       |        |        |        |
| Kazajistán             |                                                          |                                                                   |        |        |        |
| Almatý                 | Aeropuerto Internacional de Almatý                       | Air Astana                                                        |        |        |        |
| Astaná                 | Aeropuerto Internacional de Nursultán                    | Air China                                                         |        |        |        |
| Macao                  |                                                          |                                                                   |        |        |        |
| Macao                  | Aeropuerto Internacional de Macao                        | Air Macau                                                         |        |        |        |
| Malasia                |                                                          |                                                                   |        |        |        |
| Kuala Lumpur           | Aeropuerto Internacional de Kuala Lumpur                 | Air China                                                         |        |        |        |
| Mongolia               |                                                          |                                                                   |        |        |        |
| Ulán Bator             | Aeropuerto Internacional Gengis Kan                      | Air China / MIAT Mongolian Airlines                               |        |        |        |
| Pakistán               |                                                          |                                                                   |        |        |        |
| Islamabad              | Aeropuerto Internacional Benazir Bhutto                  | Air China / Pakistan International Airlines                       |        |        |        |
| Karachi                | Aeropuerto Internacional Jinnah                          | Air China                                                         |        |        |        |
| Singapur               |                                                          |                                                                   |        |        |        |
| Singapur               | Aeropuerto Internacional de Singapur                     | Air China / Singapore Airlines                                    |        |        |        |
| Sri Lanka              |                                                          |                                                                   |        |        |        |
| Colombo                | Aeropuerto Internacional Bandaranaike                    | SriLankan Airlines                                                |        |        |        |
| Tailandia              |                                                          |                                                                   |        |        |        |
| Bangkok                | Aeropuerto Internacional Suvarnabhumi                    | Air China / Hainan Airlines / Thai Airways                        |        |        |        |
| Chiang Mai             | Aeropuerto Internacional de Chiang Mai                   | Air China                                                         |        |        |        |
| Phuket                 | Aeropuerto Internacional de Phuket                       | Air China / Hainan Airlines                                       |        |        |        |
| Taiwán                 |                                                          |                                                                   |        |        |        |
| Taipéi                 | Aeropuerto Internacional de Taiwán Taoyuan               | Air China / China Airlines / EVA Air / Hainan Airlines            |        |        |        |
| Turkmenistán           |                                                          |                                                                   |        |        |        |
| Asjabad                | Aeropuerto Internacional de Asjabad                      | Turkmenistan Airlines                                             |        |        |        |
| Uzbekistán             |                                                          |                                                                   |        |        |        |
| Taskent                | Aeropuerto Internacional de Taskent                      | Uzbekistan Airways                                                |        |        |        |
| Vietnam                |                                                          |                                                                   |        |        |        |
| Ciudad de Ho Chi Minh  | Aeropuerto Internacional de Tan Son Nhat                 | Air China                                                         |        |        |        |
| Hanói                  | Aeropuerto Internacional de Nội Bài                      | Air China / Vietnam Airlines                                      |        |        |        |
| Nha Trang              | Aeropuerto de Cam Ranh                                   | Vietnam Airlines                                                  |        |        |        |
| Europa                 |                                                          |                                                                   |        |        |        |
| Alemania               |                                                          |                                                                   |        |        |        |
| Berlín                 | Aeropuerto de Berlín-Brandeburgo Willy Brandt            | Hainan Airlines                                                   |        |        |        |
| Fráncfort del Meno     | Aeropuerto de Fráncfort del Meno                         | Air China / Lufthansa                                             |        |        |        |
| Múnich                 | Aeropuerto Internacional de Múnich-Franz Josef Strauss   | Air China / Lufthansa                                             |        |        |        |
| Austria                |                                                          |                                                                   |        |        |        |
| Viena                  | Aeropuerto Internacional de Viena                        | Air China                                                         |        |        |        |
| Bélgica                |                                                          |                                                                   |        |        |        |
| Bruselas               | Aeropuerto de Bruselas-National                          | Hainan Airlines                                                   |        |        |        |
| Bielorrusia            |                                                          |                                                                   |        |        |        |
| Minsk                  | Aeropuerto Internacional de Minsk                        | Air China                                                         |        |        |        |
| Dinamarca              |                                                          |                                                                   |        |        |        |
| Copenhague             | Aeropuerto de Copenhague-Kastrup                         | Air China                                                         |        |        |        |
| España                 |                                                          |                                                                   |        |        |        |
| Barcelona              | Aeropuerto Josep Tarradellas Barcelona-El Prat           | Air China                                                         |        |        |        |
| Madrid                 | Aeropuerto Adolfo Suárez Madrid-Barajas                  | Air China                                                         |        |        |        |
| Francia                |                                                          |                                                                   |        |        |        |
| París                  | Aeropuerto de París-Charles de Gaulle                    | Air China / Air France                                            |        |        |        |
| Grecia                 |                                                          |                                                                   |        |        |        |
| Atenas                 | Aeropuerto Internacional de Atenas-Eleftherios Venizelos | Air China (Vía MUC)                                               |        |        |        |
| Hungría                |                                                          |                                                                   |        |        |        |
| Budapest               | Aeropuerto Internacional de Budapest-Ferenc Liszt        | Air China                                                         |        |        |        |
| Italia                 |                                                          |                                                                   |        |        |        |
| Milán                  | Aeropuerto de Milán-Malpensa                             | Air China                                                         |        |        |        |
| Roma                   | Aeropuerto de Roma-Fiumicino                             | Air China                                                         |        |        |        |
| Países Bajos           |                                                          |                                                                   |        |        |        |
| Ámsterdam              | Aeropuerto de Ámsterdam-Schiphol                         | KLM                                                               |        |        |        |
| Polonia                |                                                          |                                                                   |        |        |        |
| Varsovia               | Aeropuerto de Varsovia-Chopin                            | Air China / LOT Polish Airlines                                   |        |        |        |
| Reino Unido            |                                                          |                                                                   |        |        |        |
| Londres                | Aeropuerto de Londres-Heathrow                           | Air China                                                         |        |        |        |
| Mánchester             | Aeropuerto de Mánchester                                 | Hainan Airlines                                                   |        |        |        |
| República Checa        |                                                          |                                                                   |        |        |        |
| Praga                  | Aeropuerto de Praga-Václav Havel                         | Hainan Airlines                                                   |        |        |        |
| Rusia                  |                                                          |                                                                   |        |        |        |
| Chitá                  | Aeropuerto de Chitá-Kadala                               | Air China                                                         |        |        |        |
| Irkutsk                | Aeropuerto Internacional de Irkutsk                      | Hainan Airlines                                                   |        |        |        |
| Moscú                  | Aeropuerto Internacional de Moscú-Sheremétievo           | Air China / Hainan Airlines                                       |        |        |        |
| San Petersburgo        | Aeropuerto Internacional Púlkovo                         | Hainan Airlines                                                   |        |        |        |
| Suecia                 |                                                          |                                                                   |        |        |        |
| Estocolmo              | Aeropuerto de Estocolmo-Arlanda                          | Air China                                                         |        |        |        |
| Suiza                  |                                                          |                                                                   |        |        |        |
| Ginebra                | Aeropuerto de Ginebra                                    | Air China                                                         |        |        |        |
| Turquía                |                                                          |                                                                   |        |        |        |
| Estambul               | Aeropuerto de Estambul                                   | Turkish Airlines                                                  |        |        |        |
| Oceanía                |                                                          |                                                                   |        |        |        |
| Australia              |                                                          |                                                                   |        |        |        |
| Melbourne              | Aeropuerto Internacional Tullamarine                     | Air China                                                         |        |        |        |
| Sídney                 | Aeropuerto Internacional Kingsford Smith                 | Air China / China Eastern Airlines / Qantas                       |        |        |        |
| Nueva Zelanda          |                                                          |                                                                   |        |        |        |
| Auckland               | Aeropuerto Internacional de Auckland                     | Air China                                                         |        |        |        |

## Estadísticas
Ver fuente y consulta Wikidata.
| Año  | Volumen de pasajeros | Cambio respecto al año anterior | Operaciones aéreas | Carga (tons) |
| ---- | -------------------- | ------------------------------- | ------------------ | ------------ |
| 2007 | 53,611,747           |                                 | 399,209            | 1,416,211.3  |
| 2008 | 55,938,136           | 4.3%                            | 429,646            | 1,367,710.3  |
| 2009 | 65,375,095           | 16.9%                           | 487,918            | 1,475,656.8  |
| 2010 | 73,948,114           | 13.1%                           | 517,585            | 1,551,471.6  |
| 2011 | 78,674,513           | 6.4%                            | 533,166            | 1,640,231.8  |
| 2012 | 81,929,359           | 4.1%                            | 557,167            | 1,787,027    |
| 2013 | 83,712,355           | 2.2%                            | 567,759            | 1,843,681    |
| 2014 | 86,128,313           | }2.9%                           | 581,952            | 1,848,251    |
| 2015 | 89,900,000           | 4.4%                            | 594,785            | 1,843,543    |
| 2016 | 94,393,000           | 5.6%                            | 606,086            | 1,831,167    |
| 2017 | 95,786,296           | 1.5%                            | 597,259            | 2,029,583    |
| 2018 | 100,983,290          | 5.4%                            | 614,022            | 2,074,005    |
| 2019 | 100,013,642          | 1.0%                            | 594,000            | 1,955,286    |
| 2020 | 34,513,827           | 65.5%                           | 291,498            | 1,210,441    |
| 2021 | 32,639,013           | 5.4%                            | 297,176            | 1,401,313    |
| 2022 | 12,703,342           | 61.1%                           | 157,630            | 988,675      |
| 2023 | 52,879,156           | 316.3%                          | 379,710            | 1,115,908    |

## Aeropuertos cercanos
Los aeropuertos más cercanos son:
- Aeropuerto Internacional de Tianjin-Binhai (123km)
- Aeropuerto Internacional de Qingdao-Liuting (247km)
- Aeropuerto de Shijiazhuang (291km)
- Aeropuerto de Chifeng (314km)
- Aeropuerto Internacional de Jinan-Yaoqiang (369km)